# アイン・ティムシェント
アイン・ティムシェント（アラビア語: عين تموشنت、Aïn Témouchent）は、アルジェリアの都市である。基礎自治体であり、アイン・ティムシェント県の県都である。

## 地理
アイン・ティムシェントはオランの南西72km、シディ・ベル・アッベスの西63kmに位置している。

## 交通

### 道路
- 国道2号線 (アルジェリア)（フランス語版）（N2号）